# Vallière
 Vallière  es una comuna (municipio) de Francia, en la región de Lemosín, departamento de Creuse, en el distrito de Aubusson y cantón de Felletin.
Su población en el censo de 1999 era de 774 habitantes. 
Está integrada en la Communauté de communes d’Aubusson-Felletin.